# Wooden Shjips
A Wooden Shjips 2006-ban alakult space/experimental/pszichedelikus/alternatív rock együttes. A név a wooden ships ("fa hajók") elírása, és ugyanúgy kell ejteni.

## Története
Első nagylemezük 2007-ben jelent meg, amely a zenekar nevét viselte. Az album a Holy Mountain Records gondozásában jelent meg. Két évvel később, 2009-ben piacra került a második albumuk is. 2011-ben, 2013-ban és 2018-ban is megjelentettek nagylemezeket. A zenei oldalak a Suicide, Spacemen 3, The Velvet Underground, Loop, The Doors és Soft Machine együttesekhez hasonlítják a Wooden Shjips hangzásvilágát. Maga az együttes a The Stooges, 13th Floor Elevators valamint a Velvet Underground zenekarokat, valamint a krautrock műfaját tette meg hatásaként. Jelenleg a Thrill Jockey Records-hoz van leszerződve a csapat.

## Diszkográfia
- Wooden Shjips (2007)
- Dos (2009)
- West (2011)
- Back to Land (2013)
- V (2018)[4]

## Egyéb kiadványok

### Válogatáslemezek
- Vol. 1 (2008)
- Vol. 2 (2010)
- We Ask You to Ride (2014)[4]

### EP-k
- Shrinking Moon for You (2006)
- Dance, California (2006)
- SOL '07 (2007)
- Loose Lips / Start to Dreaming (2007)
- Holiday Cassingle (2008)
- European Tour (split lemez a The Heads-szel, 2008)
- Vampire Blues (2008)
- Contact (2009)
- Big City (Demo) / I Believe It (split lemez a Spacemen 3-vel, 2009)
- Oh Tennenbaum I Auld Lang Syne (2010)[3]
- Tour of Australia and New Zealand (2010)
- Phonograph (2011)
- Remixes (2012)
- These Shadows (Acoustic Version) (2013)
- Colours / These Shadows (Acoustic) (2013)[4]

## Koncertalbumok
- Wooden Shjips Live at ATP NY 2008 (2008)
- Wooden Shjips ATP NY 2010 (2010)
- Live at WFMU on Brian Turner's Show on November 29, 2011 (2011)
- Live on WFMU with Therese: Nov 18, 2013 (2014)[4]